# Калинёнок, Марат Александрович
Марат Александрович Калинёнок (род. 1925) — советский офицер-танкист, участник Великой Отечественной войны, мастер танкового боя. За годы войны на его боевом счету и его танковых экипажей — 11 подбитых и уничтоженных танков противника.
Кандидат исторических наук, 35 лет работал на кафедре Кишинёвского Педагогического института им. Крянгэ.

## Биография

### Ранние годы
Родился 21 июля 1925 года в Казани. Русский. В семье было шестеро детей. Его отец был военным, преподавал в военной татаро-башкирской школе. Имя Марат ему дал отец в честь Жан-Поля Марата, одного из героев французской революции. Мать — из семьи московских рабочих.
Будучи школьником, Марат мечтал стать историком. Во время гражданской войны в Испании пристально следил за сводками боевых действий и даже рисовал карты. Первой любимой книгой стал трёхтомник отца «История гражданской войны».
Как сын профессионального военного, учился в разных школах по всей стране. В первый класс пошёл в Энгельсе, потом учился в Ленинграде, в Куйбышеве и в Карачаевске. Начало Великой Отечественной войны встретил в городе Конотопе, где его отец служил комиссаром военного авиационного училища. С первых дней войны училище было эвакуировано в город Грозный, а в конце 1941 года его отец ушёл на фронт. На каникулах после 2-й четверти Марат, как и многие его сверстники, получил повестку на учёбу в фабрично-заводское училище. Окончив 4-месячный курс учёбы на токаря по металлу и получив 4-й разряд, работал на заводе «Красный молот», который производил для фронта мины для 82-мм миномётов.
В августе 1942 года немецкие войска начали наступление на Грозный (операция «Блау», битва за Кавказ), и училище было эвакуировано в глубокий тыл СССР — в Среднюю Азию. Семья Марата — мать и шестеро детей — была расквартирована на станции Усатьевская, в 120 километрах от Ташкента. В то время в этих местах была распространена инфекционная эпидемия, и за одну неделю умерли его двое младших братьев: Саша (четыре года) и Володя (один год). Марат был старшим в семье, помогал матери, но и желание уйти на фронт было сильным.

### Танкист
Вскоре Марат уехал в город Мары и поступил в танковое училище. Через полгода обучения курсантов готовили к отправке на Курскую дугу. Однако перед самой отправкой в училище прибыли танки новой модификации Т-34-85, и курсантам пришлось осваивать новую машину. Окончив курсы в начале 1944 в звании младшего лейтенанта, получил 25 мая 1944 года танк Т-34-85 № 112 и направлен на Западный фронт. Состав первого экипажа:
- командир танка младший лейтенант М. А. Калинёнок;
- механик-водитель Серафим Васильевич Февралев (1908 г. р.);
- наводчик Николай Ведищев (1920 г. р.)
- заряжающий Павел Деленда (1924 г. р.)
- стрелок-радист — Кривенцов.

В 1944 году в составе 86-го разведывательного батальона 1-го танкового корпуса наступал во время операции «Багратион» по северной Белоруссии от станции Ветрено (между Полоцком и Витебском). Затем переведён в разведвзвод 3-го танкового батальона 89-й танковой бригады, основной задачей которого также было выяснение передовых немецких позиций.

— Насколько хорошо видно из танка, тем более на ходу?
— Тут, конечно, нужен определённый навык, но если говорить совсем уж откровенно, из танка ни хрена не видно. Поэтому в разведке приходилось поступать так: открывал люк, становился на корточки на сидение и смотрел в бинокль. Конечно, это было опасно, потому что можно было получить пулю в голову, и такие случаи бывали, но зато и видимость намного лучше.
— Из воспоминаний М. А. Калинёнка
В январе 1945 года 89-я танковая бригада в составе 1-го танкового корпуса вела наступление в Восточной Пруссии. В начале января в районе города Гумбиннен (ныне Гусев Калининградской области) части вермахта нанесли сильный контрудар, продвинувшись на 15—20 километров вглубь советской обороны. 4 января оба батальона 89-й танковой бригады (Виктора Кожихина и Александра Удовиченко) были подняты по тревоге с задачей помочь восстановить положение. Пока танкисты выдвигались к месту прорыва, уже наступила ночь. Но вдруг в темноте послышались лязг гусениц, шум и одиночные выстрелы. А потом на расстоянии с полкилометра сверкнул красный стоп-сигнал, по которому сразу определили, что впереди — немцы (потому что на советских танках стоп-сигналов не было: их или били или сразу снимали). По стоп-сигналу сразу ударили из нескольких орудий, и вспыхнувший танк осветил остальную немецкую технику. Танки обоих батальонов открыли прицельную стрельбу, оставаясь невидимыми в темноте для немцев. В результате была уничтожена 41 единица немецкой бронетехники. У 89-й танковой бригады потерь не было, кроме лёгкого ранения командира роты Бирагова, которого посекло осколками брони.
На утро 5 января командир бригады полковник А. И. Соммер застал отдыхающих танкистов на привале, влепил Марату оплеуху и, вытащив наган, приказал: «Вперёд!» Продвинувшись вперёд на несколько километров, его экипаж заметил самоходку противника, уничтожив её. Позднее в тот же день на позиции танкистов приехал на «виллисе» Соммер, который исправил ситуацию:

Я ему доложился, сказал, что задачу выполнили, подбили ещё одну самоходку и добыли немецкую карту. Соммер на меня смотрит и говорит: «Сынок, — он нас сынками называл, — а это я не тебе по уху залепил?» — «Мне». — «Извини, погорячился. Вот тебе орден „Красной Звезды“, а приказ я потом оформлю.»

Из наградного листа от 8.1.1945 на командира танка Т-34 203-го отдельного танкового батальона М. А. Калинёнка:
В боях с немецкими захватчиками 05.01.1945 смело и мужественно повёл свой танк в бой с противником, в этом бою танк младшего лейтенанта Калинёнок уничтожил танк и до 25 солдат и офицеров противника. За мужество и отвагу, проявленную в боях с немецкими захватчиками, удостоен правительственной награды орден «Красной Звезды».
За период боевых действий с 17 января по 10 февраля 1945 года находился на передовой на танке заместителя командира бригады. В районе Зидлунг (северное предместье Кёнигсберга, ныне посёлок Чкаловск в черте города Калининграда) ворвался на танке в колонну отходящего противника и огнём и гусеницами уничтожил 4 орудия, 12 автомашин, до 20 повозок и до 30 солдат и офицеров противника. Затем, когда в бою в районе Помпиккяя[уточнить] танк был подожжён снарядом противника, с риском для жизни спас тяжело раненого заместителя командира бригады. За этот эпизод был награждён вторым орденом Красной Звезды (20 февраля 1945).
В марте 1945 года в 89-ю танковую бригаду прибыла танковая колонна «Лембиту» — 37 танков, построенных на добровольные пожертвования эстонского народа. За 10 дней наступления до пригородов Кёнигсберга, из 180 машин в бригаде осталось всего 27. В трёхдневных уличных боях в Кёнигсберге танки применялись для поддержки штурмовых групп пехоты, подавляли огневые точки противника.
При штурме Кёнигсберга 89-я танковая бригада потеряла остатки техники, поэтому в ожидании новых машин «пеших» танкистов отвели в Гумбинен. Здесь М. А. Калинёнок и встретил День Победы.
За годы войны на его боевом счету и его танковых экипажей было 11 подбитых и уничтоженных танков противника (из которых 5 — подтверждаются наградными листами). За год боевой службы на фронте сам горел семь раз, ещё больше сменил танковых экипажей.

### Послевоенные годы
Демобилизован в октябре 1948 года из-за язвы желудка. В 1949 году направлен в Кишинёв (ныне Молдавия), где поступил на исторический факультет Кишинёвского государственного университета. После его окончания остался работать на кафедре, защитил кандидатскую диссертацию. Член КПСС с 1946 года. Работал в аппарате ВЛКСМ, в аппарате КПСС, затем в течение 35 лет вёл преподавательскую деятельность в Кишинёвском педагогическом институте им. Крянгэ.
Участник Парада Победы на Красной площади 9 мая 1995 года от Молдавии. Активно занимался ветеранским движением, участвовал в организации встреч. Поддерживал связь с более чем 650 ветеранами 1-го танкового корпуса, по состоянию на 2010 год которых осталось всего 12.

## Награды и звания
- два ордена Отечественной войны II степени (5 марта 1945, 6 апреля 1985)
- два ордена Красной Звезды (10 января 1945, 20 февраля 1945)
- медали, в том числе:
  - медаль «За взятие Кёнигсберга»
  - медаль «За победу над Германией в Великой Отечественной войне 1941—1945 гг.»

«Отличник народного образования СССР», заслуженный работник Высшей школы МССР, награждён почётным Дипломом Российского центра науки и культуры за большие достижения в деле укрепления между народами Российской Федерации и Республики Молдова.

## Семья
В семье его родителей было шестеро детей, двое умерли в раннем возрасте в 1942 году в тяжёлых условиях эвакуации. Кроме Марата, на фронте, из всей родни (по роду матери, отца и жены), воевало 18 человек. Первым под Москвой погиб брат матери Сергей. Дядя Владимир вернулся с войны и вскоре умер. Дядя Константин, как и Марат, воевал танкистом и вернулся живым. А сестра матери Варвара в 1942-м пропала без вести. Деда по отцу Василия Трифоновича, который жил в Белоруссии в Рудне, за отказ предоставить подводу немцы расстреляли. Со стороны жены погибло двое.
В 1944 году, когда многие советские газеты публиковали номера полевых почт, чтобы гражданские переписывались с фронтовиками, попросил у ребят несколько писем, на что получил благосклонный ответ: «Лейтенант, выбирай любые». Начал и долго переписывался с четырьмя девушками из Оренбурга и одной из Уральска. Со своей будущей женой, Ниной Дробны, начал переписываться, когда она ещё училась в 9-м классе. В 1946 году познакомился лично, и через четыре года поженились. Воспитали дочь и сына, есть внуки.
Сын — Константин Маратович Калинёнок (род. 15 января 1957), выпускник исторического факультета Кишинёвского государственного университета (1979), работал в МВД более 30 лет, советник министра внутренних дел ПМР и член Объединённой контрольной комиссии от Приднестровской Молдавской Республики.

## Оценки и мнения
М. А. Калинёнок об Ионе Дегене:
Оба родились летом 25-го года, оба с Украины попали на Кавказ, а оттуда в Среднюю Азию. Только он окончил Чирчикское танковое училище, а я в Мары. Ему пришлось наступать в районе Витебска-Полоцка и мне тоже. Он воевал в Литве и Восточной Пруссии и я рядом. Его в части называли счастливчиком и меня тоже. Вы посмотрите, сколько общего, но у нас почему-то совсем разное ощущение тех событий. В его интервью всё мрачно, всё плохо, все отступали, бежали. Всё в черных тонах да ещё и коммунистический режим… А ведь мы тогда и слов-то таких не знали. Но я убежден, что воспоминания надо писать как ВОСПОминания, а не оценивать все с позиции сегодняшнего дня.
М. А. Калинёнок о Сталине:
К Сталину сейчас отношусь также, как относилось к нему подавляющее большинство населения нашей страны. А то, что сейчас про него пишут и рассказывают… Нужно отдать ему должное, вряд ли мы без него победили бы в войне… И ни в коем случае нельзя забывать, что несмотря на все трудности, сколько всего при нём было сделано: индустриализация, коллективизация, качественный скачок в науке, образовании, медицине. Да, карточная система сохранялась до конца 1934 года, но после того как её отменили, мы с каждым годом чувствовали, что жить становится все лучше и лучше.
Доктор хабилитат истории профессор Антон Морару, Кишинёв, Молдавия:
Историк Марат Калинёнок заявил, что он «освобождал» Молдову от «немецко-румынских захватчиков» (Независимая Молдова, 2011, 3 марта, стр.3). В действительности же, эти ветераны ведут себя в Республике Молдова, как оккупанты, проводя колониальную пророссийскую политику. Они чувствуют себя хозяевами в стране, которая им не принадлежит.
М. А. Калинёнок:
12 октября 1945 года оккупанты образуют Кишинёвский государственный университет. 10 января в Кишинёв из Кисловодска прибывает Второй ленинградский медицинский университет со всем профессорским составом… За эти годы было создано четыре новых района — Рышкановка, Чеканы, Ботаника, Буюканы, население возросло до 800 тысяч человек. И всё это — оккупанты.

Самое страшное, что сейчас нас перестали допускать к молодёжи, поэтому они и не могут ответить на самые простые вопросы, а это обидно. Создается такое впечатление, что кому-то очень выгодно замазать чёрной краской нашу великую Победу, да и вообще все семьдесят лет из жизни нашего народа, и именно поэтому исторические факты намеренно искажаются и передёргиваются. Становится страшно оттого, что молодёжи активно навязывают западные идеалы, и при этом она почти не знает свою историю, а ведь без памяти о прошлом не будет любви к своей Родине.
— 